# Remetinec (Novi Marof)
Remetinec je naselje u sastavu Grada Novog Marofa, Varaždinska županija. Prema popisu stanovnika iz 2011. godine naselje ima 1477 stanovnika.
Naseljem dominira župna crkva Blažene Djevice Marije Kraljice Svete krunice, građena krajem 15. i početkom 16. stoljeća u nekoliko kasnogotičkih razdoblja, a današnji izgled plod je drugog kasnogotičkog graditeljskog razdoblja. Crkva je u početku bila franjevačka samostanska, ali ukidanjem franjevačkog reda, za reformi Josipa II., 1789. godine utemeljena je Župa Remetinec.
Župa Remetinec obuhvaća područja samoga mjesta Remetinca, zatim mjesta Strmca, Podevčeva te dijela Novog Marofa. 
U naselju postoji također i novo sagrađeni Društveni dom,u kojemu su smješteni uredi udruga koji djeluju u mjestu kao i velika sala za različite namjene.
Godine 2011. sagrađena je i nova područna osnovna u koju polaze učenici do osmih razreda iz Remetinca i okolnih mjesta.
U Remetincu postoji i mogućnost smještaja oko dvadesetak osoba u pansionu. 
U mjestu djeluje nekolko udruga od kojih je najstarije Dobrovoljno vatrogasno društvo Remetinec koje je nedavno proslavilo 50-godišnjicu djelovanja. Zatim tu je Kulturno umjetničko društvo koje djeluje desetak godina i njeguje pjesme i plesove kao i običaje ovoga kraja.Zatim tu je Udruga mladih te Športsko društvo.
Samo mjesto okružuju bregovi i brežuljci koji su obogačeni vinogradima i klijetima kao i svugdje u Zagorju.

## Stanovništvo
| broj stanovnika | 632   | 742   | 786   | 962   | 1094  | 1259  | 1290  | 1336  | 1397  | 1378  | 1369  | 1443  | 1482  | 1547  | 1539  | 1477  | 1351  |
|                 | 1857. | 1869. | 1880. | 1890. | 1900. | 1910. | 1921. | 1931. | 1948. | 1953. | 1961. | 1971. | 1981. | 1991. | 2001. | 2011. | 2021. |

## Poznate osobe
- Valentin Miklobušec, isusovac, crkveni povjesničar[4]
- Ivan Cindori, isusovac, misionar u Zambiji, crkveni odgojitelj, radijski urednik[5]